# Lobophytum borbonicum
Lobophytum borbonicum is een zachte koraalsoort uit de familie Alcyoniidae. De koraalsoort komt uit het geslacht Lobophytum. Lobophytum borbonicum werd in 1886 voor het eerst wetenschappelijk beschreven door von Marenzeller. 